# 犬塚尚重
犬塚 尚重（いぬづか なおしげ）は、戦国時代の武将。龍造寺氏、大友氏の家臣。肥前国蒲田江城主。龍造寺隆信は義兄。
『北肥戦誌』は尚重を「獅子王」と呼ばれる程の勇将であったと記述する。

## 生涯
元は少弐氏の家臣。天文22年（1553年）、土橋栄益らによって肥前を追われていた龍造寺隆信が村中城を奪還し、その勢いで小田政光を攻めた際には、隆信が義兄であるにもかかわらず直鳥城の犬塚鎮尚と共に政光を助勢している。
永禄3年（1560年：永禄4年とも）、隆信により領地の蒲田江から追われるが、翌年に和睦し龍造寺氏に従属すると、元の領地への帰還が叶った。
しかし、永禄12年（1569年）に大友義鎮（宗麟）が龍造寺討伐軍を催し肥前へ入国すると、大友氏に鞍替えする。更に尚重は、同じ犬塚氏で隆信へ忠誠を誓う崎村城の犬塚鎮直を誘殺しようと企て、相談ありとして誘き寄せたが、謀略であると察した鎮直と家臣を交えての斬り合いとなり双方共に討ち死にした。
その後、鎮直の遺臣が兵を集めてすぐさま蒲田江城を攻め落としたため、尚重の継室は子と共に実弟・龍造寺長信の元へ逃れるが、長男の三郎家清は尚重の前室との子であるため、野心の者の子を援け置くべきにあらずとして鍋島信昌（後の鍋島直茂）により殺された。尚重の継室は横岳頼続へ再嫁し、尚重の次男は隆信に養育されると、初め龍造寺信尚、後に犬塚茂続と名乗った。